# Vatroslav Mimica
Vatroslav Mimica (Almissa, 25 giugno 1923 – Zagabria, 15 febbraio 2020) è stato un regista e partigiano jugoslavo e poi croato.

## Biografia
Esordì nel 1958 nell'animazione con Solo, seguito da L'ispettore torna a casa e L'uovo nel 1959; il suo ultimo disegno animato fu lo spiritoso Malato di tifo (1963).
Tra i suoi lungometraggi si ricordano invece Il Prometeo dell'isola di Visceviza (1965), Lunedì o martedì (1966), Kaja, ti uccido (1966) e due di argomenti medievali, Anno domini 1573 (1976) e Il falcone (1982).

## Filmografia parziale
- Solimano il conquistatore (1961)
- Il Prometeo dell'isola di Visceviza (Prometej s otoka Visevice) (1965)
- Anno Domini 1593 (1979) - serie TV
- Il falcone (1982)
- Capitali culturali d'Europa episodio Zagabria (1983) - serie TV